# Чемпіонат України з футболу 2020—2021: Прем'єр-ліга
Українська Прем'єр-ліга 2020—2021 (FavBet Ліга) — 13-й сезон української Прем'єр-ліги, який проходив з 21 серпня 2020 року по 9 травня 2021 року.

## Регламент змагань
У чемпіонаті братимуть участь 14 команд.
Змагання проводяться у два кола за круговою системою без розподілення на групи.
У зв'язку з розширенням УПЛ до 16 клубів наступного сезону команда, яка посяде в турнірній таблиці 14 місце, напряму вилітає в першу лігу. З першої ліги підвищаться команди, які посядуть 1-ше, 2-ге та 3-є місця.
При рівній кількості набраних очок у двох та/або більше команд їх місця визначаються за такими показниками:
1. більша кількість набраних очок в особистих зустрічах між командами;
2. краща різниця забитих і пропущених м’ячів в особистих зустрічах;
3. більша кількість забитих м’ячів в особистих зустрічах;
4. краща різниця забитих і пропущених м’ячів в усіх матчах;
5. більша кількість забитих м’ячів в усіх матчах.

За рівності зазначених вище показників у випадку визначення переможця турніру проводиться «Золотий матч», в інших випадках проводиться жеребкування.

## Учасники
За підсумками попереднього сезону команда «Карпати» понизилася в класі, а ФК «Минай», «Рух» та «Інгулець» здобули путівки з першої ліги до Прем'єр-ліги.
Склад учасників:
| Команда          | Населений пункт                        | Стадіон | Місткість стадіону                                    | Місце в ПЛ 2019–2020 |
| ---------------- | -------------------------------------- | --- | ----------------------------------------------------- | -------------------- |
| «Ворскла»        | Полтава                                | «Ворскла» ім. Олексія Бутовського | 23 842                                                | 10                   |
| «Десна»          | Чернігів                               | ім. Юрія Гагаріна «Оболонь-Арена» (Київ) НСК «Олімпійський» (Київ) «Динамо» ім. Валерія Лобановського (Київ) | 12 060 5100 70 050 16 873                             | 4                    |
| «Динамо»         | Київ                                   | НСК «Олімпійський» «Динамо» ім. Валерія Лобановського «Дніпро-Арена» (Дніпро) ім. Володимира Бойка (Маріуполь) | 70 050 16 873 31 003 12 680                           | 2                    |
| «Дніпро-1»       | Дніпро                                 | «Дніпро-Арена» НСК «Олімпійський» (Київ) | 31 003 70 050                                         | 7                    |
| «Зоря»           | Луганськ                               | «Славутич-Арена» (Запоріжжя) «Зірка» (Кропивницький) | 11 883 13 305                                         | 3                    |
| «Інгулець»       | смт Петрове                            | «Дніпро-Арена» (Дніпро) «Зірка» (Кропивницький) «Славутич-Арена» (Запоріжжя) «Ворскла» ім. Олексія Бутовського (Полтава) | 31 003 13 305 11 883 23 842                           | 3 (перша ліга)       |
| «Колос»          | село Ковалівка Білоцерківського району | «Колос» «Динамо» ім. Валерія Лобановського (Київ) | 5050 16 873                                           | 6                    |
| ФК «Львів»       | Львів                                  | «Україна» «Арена Львів» ОСК «Металіст» (Харків) «Авангард» (Луцьк) | 27 925 34 512 40 003 12 080                           | 11                   |
| ФК «Маріуполь»   | Маріуполь                              | ім. Володимира Бойка «Динамо» ім. Валерія Лобановського (Київ) «Славутич-Арена» (Запоріжжя) «Дніпро-Арена» (Дніпро) «Ворскла» ім. Олексія Бутовського (Полтава) «Колос» (с. Ковалівка) ОСК «Металіст» (Харків) НСК «Олімпійський» (Київ) | 12 680 16 873 11 883 31 003 23 842 5050 40 003 70 050 | 8                    |
| ФК «Минай»       | село Минай Ужгородського району        | «Авангард» (Ужгород) НСК «Олімпійський» (Київ) | 12 000 70 050                                         | 1 (перша ліга)       |
| ФК «Олександрія» | Олександрія                            | КСК «Ніка» «Зірка» (Кропивницький) | 7000 13 305                                           | 5                    |
| «Олімпік»        | Донецьк                                | «Динамо» ім. Валерія Лобановського (Київ) «Колос» (с. Ковалівка) ім. Юрія Гагаріна (Чернігів) | 16 873 5050 12 060                                    | 9                    |
| «Рух»            | Львів                                  | «Арена Львів» «Скіф» | 34 512 3742                                           | 2 (перша ліга)       |
| «Шахтар»         | Донецьк                                | НСК «Олімпійський» (Київ) НТК ім. Віктора Баннікова (Київ) | 70 050 1678                                           | 1                    |

### Керівництво, тренери та спонсори
| Команда          | Президент            | Головний тренер      | Екіпірування | Титульний спонсор |
| ---------------- | -------------------- | -------------------- | ------------ | ----------------- |
| «Ворскла»        | Костянтин Жеваго     | Юрій Максимов        | Nike         | «Ferrexpo»        |
| «Десна»          | Володимир Левін      | Олександр Рябоконь   | Nike         | «Parimatch»       |
| «Динамо»         | Ігор Суркіс          | Мірча Луческу        | New Balance  | «А-Банк»          |
| «Дніпро-1»       | Максим Береза        | Ігор Йовичевич       | Nike         | —                 |
| «Зоря»           | Євгеній Гєллєр       | Віктор Скрипник      | Nike         | «FavBet»          |
| «Інгулець»       | Олександр Поворознюк | Сергій Лавриненко    | Joma         | «etg.ua»          |
| «Колос»          | Андрій Засуха        | Руслан Костишин      | Nike         | «Світанок»        |
| ФК «Львів»       | Богдан Копитко       | Анатолій Безсмертний | Jako         | «Parimatch»       |
| ФК «Маріуполь»   | Тарік Махмуд Чаудрі  | Остап Маркевич       | Nike         | «FavBet»          |
| ФК «Минай»       | Валерій Пересоляк    | Микола Цимбал        | Nike         | «FavBet»          |
| ФК «Олександрія» | Сергій Кузьменко     | Володимир Шаран      | Nike         | «AgroVista»       |
| «Олімпік»        | Владислав Гельзін    | Роман Санжар         | Joma         | «Parimatch»       |
| «Рух»            | Григорій Козловський | Іван Федик           | Puma         | «First Club»      |
| «Шахтар»         | Рінат Ахметов        | Луїш Каштру          | Nike         | «Parimatch»       |

- До 18 вересня 2020 року головним тренером «Дніпра-1» був Дмитро Михайленко.[11]
- До 25 жовтня 2020 року головним тренером ФК «Львів» був Георгій Цецадзе.[12]
- До 13 туру (12 грудня 2020 року) «Рух» мав іншого титульного спонсора – «Grand Hotel Lviv».
- До зимової перерви «Динамо» не мало титульного спонсора.
- До 25 лютого 2021 року головним тренером «Олімпіка» був Ігор Климовський.[13]
- До 1 березня 2021 року виконувачем обов'язків головного тренера ФК «Львів» був Віталій Шумський.[14]
- До 24 березня 2021 року головним тренером ФК «Минай» був Василь Кобін.[15]
- До 3 травня 2021 року головним тренером «Олімпіка» був Юрій Калитвинцев.[16]

## Турнірна таблиця
| М  | Команда          | І  | В  | Н  | П  | РМ    | О  |
| -- | ---------------- | -- | -- | -- | -- | ----- | -- |
|    | «Динамо»         | 26 | 20 | 5  | 1  | 59−15 | 65 |
|    | «Шахтар»         | 26 | 16 | 6  | 4  | 54−19 | 54 |
|    | «Зоря»           | 26 | 15 | 5  | 6  | 44−22 | 50 |
| 4  | «Колос»          | 26 | 10 | 11 | 5  | 36−26 | 41 |
| 5  | «Ворскла»        | 26 | 11 | 8  | 7  | 37−30 | 41 |
| 6  | «Десна»          | 26 | 10 | 8  | 8  | 38−32 | 38 |
| 7  | «Дніпро-1»       | 26 | 8  | 6  | 12 | 36−38 | 30 |
| 8  | ФК «Львів»       | 26 | 8  | 5  | 13 | 25−51 | 29 |
| 9  | ФК «Олександрія» | 26 | 8  | 5  | 13 | 33−37 | 29 |
| 10 | «Рух»            | 26 | 6  | 10 | 10 | 27−39 | 28 |
| 11 | ФК «Маріуполь»   | 26 | 6  | 8  | 12 | 27−41 | 26 |
| 12 | «Інгулець»       | 26 | 5  | 11 | 10 | 24−39 | 26 |
| 13 | «Олімпік»        | 26 | 6  | 4  | 16 | 28−48 | 22 |
| 14 | ФК «Минай»       | 26 | 4  | 6  | 16 | 16−47 | 18 |

Позначення:

## Результати матчів
| Команда          | ВОР | ДЕС | ДИН | Д-1 | ЗОР | ІНГ | КОЛ | ЛЬВ | МАР | МИН | ОЛЕ | ОЛІ | РУХ | ШАХ    |
| ---------------- | --- | --- | --- | --- | --- | --- | --- | --- | --- | --- | --- | --- | --- | ------ |
| «Ворскла»        |     | 1:1 | 1:5 | 0:1 | 4:2 | 2:0 | 3:0 | 2:1 | 0:0 | 1:1 | 3:1 | 3:0 | 5:2 | 0:2    |
| «Десна»          | 1:0 |     | 1:1 | 0:2 | 3:1 | 3:0 | 2:2 | 0:1 | 2:0 | 1:0 | 4:1 | 2:0 | 3:1 | 2:2    |
| «Динамо»         | 2:0 | 0:0 |     | 2:0 | 1:1 | 5:0 | 2:2 | 3:1 | 0:0 | 3:0 | 1:0 | 3:1 | 3:0 | 0:3    |
| «Дніпро-1»       | 2:2 | 2:0 | 1:2 |     | 0:1 | 2:0 | 0:2 | 5:1 | 1:2 | 3:0 | 0:0 | 1:3 | 1:1 | 0:1    |
| «Зоря»           | 0:0 | 2:1 | 0:2 | 3:1 |     | 2:0 | 1:1 | 4:0 | 0:1 | 1:0 | 2:1 | 2:1 | 4:0 | 2:2    |
| «Інгулець»       | 2:2 | 1:1 | 0:2 | 1:1 | 1:1 |     | 0:0 | 1:0 | 1:1 | 1:1 | 1:0 | 2:1 | 0:0 | 0:3[а] |
| «Колос»          | 3:0 | 1:1 | 0:3 | 1:1 | 1:0 | 0:0 |     | 4:0 | 1:0 | 2:2 | 1:1 | 1:2 | 1:2 | 0:0    |
| ФК «Львів»       | 1:0 | 1:0 | 1:4 | 1:3 | 0:5 | 1:1 | 0:2 |     | 1:3 | 1:0 | 3:1 | 1:1 | 1:1 | 3:2    |
| ФК «Маріуполь»   | 0:1 | 4:1 | 1:2 | 2:2 | 0:1 | 4:3 | 1:4 | 1:2 |     | 0:0 | 0:1 | 1:1 | 0:3 | 0:3    |
| ФК «Минай»       | 1:2 | 3:1 | 0:4 | 3:2 | 0:3 | 0:1 | 0:0 | 1:2 | 0:1 |     | 1:0 | 2:1 | 0:0 | 0:4    |
| ФК «Олександрія» | 0:2 | 2:2 | 1:2 | 4:1 | 0:2 | 4:3 | 0:2 | 1:0 | 4:1 | 3:0 |     | 2:0 | 0:0 | 2:0    |
| «Олімпік»        | 0:1 | 0:2 | 1:4 | 0:2 | 2:1 | 0:3 | 1:2 | 1:1 | 3:3 | 3:0 | 3:2 |     | 3:1 | 0:1    |
| «Рух»            | 1:1 | 0:4 | 0:2 | 4:1 | 0:2 | 2:2 | 1:2 | 0:0 | 0:0 | 2:0 | 2:1 | 3:0 |     | 1:1    |
| «Шахтар»         | 1:1 | 4:0 | 0:1 | 2:1 | 0:1 | 1:0 | 3:1 | 5:1 | 4:1 | 5:1 | 1:1 | 2:0 | 2:0 |        |

а Згідно з рішенням КДК УАФ від 17 грудня 2020 року за незабезпечення підготовки футбольного поля для проведення матчу команді «Інгулець» зараховано технічну поразку 0:3, а «Шахтарю» — перемогу 3:0.

## Тур за туром
| Команда / Тур    | 1        | 2  | 3  | 4  | 5  | 6  | 7  | 8  | 9  | 10 | 11 | 12 | 13 | 14 | 15 | 16 | 17 | 18 | 19 | 20 | 21 | 22 | 23 | 24 | 25 | 26 |   |
| ---------------- | -------- | -- | -- | -- | -- | -- | -- | -- | -- | -- | -- | -- | -- | -- | -- | -- | -- | -- | -- | -- | -- | -- | -- | -- | -- | -- | - |
| Команда / Тур    | «Шахтар» | 5  | 5  | 7  | 3  | 4  | 3  | 3  | 2  | 2  | 2  | 2  | 2  | 2  | 2  | 2  | 2  | 2  | 2  | 2  | 2  | 2  | 2  | 2  | 2  | 2  | 2 |
| «Динамо»         | 2        | 2  | 2  | 1  | 1  | 1  | 1  | 1  | 1  | 1  | 1  | 1  | 1  | 1  | 1  | 1  | 1  | 1  | 1  | 1  | 1  | 1  | 1  | 1  | 1  | 1  |   |
| «Зоря»           | 10       | 13 | 12 | 9  | 9  | 9  | 8  | 8  | 9  | 9  | 8  | 5  | 4  | 4  | 3  | 3  | 3  | 3  | 3  | 3  | 3  | 3  | 3  | 3  | 3  | 3  |   |
| «Десна»          | 4        | 3  | 6  | 4  | 5  | 7  | 4  | 4  | 4  | 4  | 4  | 3  | 3  | 3  | 4  | 4  | 4  | 4  | 5  | 4  | 4  | 5  | 6  | 6  | 5  | 6  |   |
| ФК «Олександрія» | 3        | 4  | 9  | 7  | 8  | 8  | 9  | 9  | 7  | 6  | 7  | 8  | 8  | 6  | 6  | 6  | 6  | 7  | 7  | 7  | 7  | 7  | 7  | 7  | 7  | 9  |   |
| «Колос»          | 11       | 8  | 3  | 5  | 3  | 4  | 5  | 6  | 5  | 5  | 5  | 6  | 6  | 7  | 7  | 7  | 7  | 6  | 6  | 6  | 6  | 6  | 4  | 4  | 4  | 4  |   |
| «Дніпро-1»       | 6        | 10 | 11 | 13 | 12 | 10 | 10 | 10 | 10 | 11 | 12 | 12 | 14 | 11 | 10 | 10 | 10 | 8  | 8  | 8  | 8  | 8  | 8  | 8  | 8  | 7  |   |
| ФК «Маріуполь»   | 13       | 9  | 5  | 6  | 7  | 5  | 6  | 7  | 8  | 8  | 6  | 9  | 9  | 9  | 9  | 9  | 9  | 10 | 10 | 9  | 9  | 9  | 10 | 12 | 12 | 11 |   |
| «Олімпік»        | 14       | 7  | 4  | 8  | 6  | 6  | 7  | 5  | 6  | 7  | 9  | 7  | 7  | 8  | 8  | 8  | 8  | 9  | 11 | 11 | 11 | 11 | 13 | 13 | 13 | 13 |   |
| «Ворскла»        | 1        | 1  | 1  | 2  | 2  | 2  | 2  | 3  | 3  | 3  | 3  | 4  | 5  | 5  | 5  | 5  | 5  | 5  | 4  | 5  | 5  | 4  | 5  | 5  | 6  | 5  |   |
| ФК «Львів»       | 8        | 14 | 14 | 14 | 14 | 14 | 14 | 13 | 14 | 13 | 13 | 13 | 13 | 10 | 12 | 14 | 14 | 14 | 12 | 12 | 13 | 12 | 9  | 9  | 9  | 8  |   |
| ФК «Минай»       | 9        | 6  | 8  | 11 | 11 | 12 | 12 | 12 | 12 | 10 | 11 | 11 | 11 | 14 | 14 | 12 | 13 | 13 | 13 | 13 | 14 | 13 | 14 | 14 | 14 | 14 |   |
| «Рух»            | 12       | 12 | 13 | 12 | 13 | 13 | 13 | 14 | 13 | 14 | 14 | 14 | 12 | 13 | 13 | 11 | 12 | 12 | 14 | 14 | 12 | 14 | 11 | 10 | 10 | 10 |   |
| «Інгулець»       | 7        | 11 | 10 | 10 | 10 | 11 | 11 | 11 | 11 | 12 | 10 | 10 | 10 | 12 | 11 | 13 | 11 | 11 | 9  | 10 | 10 | 10 | 12 | 11 | 11 | 12 |   |

Примітка: перенесені у зв'язку з пандемією COVID-19 матчі враховуються в таблиці за датою, коли матч був зіграний, а не за датою, коли мав бути зіграний згідно календаря змагань

## Статистика

### Найкращі бомбардири
| №  | Футболіст          | Команда                    | Голи (пен.) |
| -- | ------------------ | -------------------------- | ----------- |
| 1  | Владислав Кулач    | «Ворскла»                  | 15 (5)      |
| 2  | Віктор Циганков    | «Динамо»                   | 12 (4)      |
| 3  | Шахаб Захеді       | «Олімпік» (8) / «Зоря» (2) | 10 (2)      |
| 4  | Анатолій Нурієв    | ФК «Минай»                 | 10 (6)      |
| 5  | Олександр Гладкий  | «Зоря»                     | 9           |
| 5  | Манор Соломон      | «Шахтар»                   | 9           |
| 7  | Андрій Тотовицький | «Десна»                    | 9 (2)       |
| 8  | Артем Бондаренко   | ФК «Маріуполь»             | 8 (3)       |
| 8  | Руслан Степанюк    | «Ворскла»                  | 7           |
| 9  | Маріо Чуже         | «Дніпро-1»                 | 7 (1)       |
| 10 | Пилип Будківський  | «Десна»                    | 7 (2)       |
| 11 | Младен Бартулович  | «Інгулець»                 | 7 (5)       |

### Хет-трики
| Гравець            | Клуб           | Суперник   | Результат | Дата           | Джерело |
| ------------------ | -------------- | ---------- | --------- | -------------- | ------- |
| Артем Бондаренко   | ФК «Маріуполь» | «Інгулець» | 4:3       | 3 квітня 2021  | [ 18 ]  |
| Владислав Кулач    | «Ворскла»      | «Зоря»     | 4:2       | 17 квітня 2021 | [ 19 ]  |
| Віталій Буяльський | «Динамо»       | «Ворскла»  | 5:1       | 1 травня 2021  | [ 20 ]  |

Примітки: